# Fraktúr
A fraktúr egy teljes betűképcsalád neve. A kifejezés a latin fractus (törött) szóból ered. Az antikva betűkkel ellentétben, de a régi római és karoling írásokhoz hasonlóan, a vonalak a fraktúr betűkben is megtörnek, így közelítve a kézíráshoz. Tágabb értelemben, a Németországban sokáig elterjedt Schrift kézírást is Frakturnak nevezik. Szűkebb értelemben a fraktúr egyes óangol betűtípusokra utal, amelyek gótikus, Schwabacher és fraktúr betűtípusokra tagolhatók.

## Története
Az első fraktúr betűkép I. Miksa német-római császár (1493–1519) idején született meg, egy új könyvsorozathoz kifejlesztett betűképként. A fraktúr betűtípusok változatai népszerűségükben hamarosan megelőzték a korábbi Schwabacher és gótikus betűképeket.
Más országoktól eltérően, Németországban még a 19. században is mindennapos volt fraktúrt használata könyvszedéskor. Az elterjedt betűkép a Normalfraktur  volt, de használták a Schwabacher típust is.
A fraktúr a 20. század elején ment ki a divatból, a nem német ajkúakkal való kommunikációs problémák miatt. A náci Németország (1933–1945) egyfajta megkülönböztető jelként a többi nyugati országtól, mégis megpróbálta elterjeszteni használatát, mondván, hogy az antikva betűképek nem árják. Ez idő alatt több mesterséges fraktúr betűkép született. A fraktúrt támogató irányvonal 1941. január 3-áig volt érvényben, amikor Martin Bormann kiadatott egy körlevelet, miszerint a fraktúr Judenlettern (zsidó betűkép) lett és betiltatta használatát.
Annak ellenére, hogy használata régi német hagyomány, a fraktúr sokak szemében – az 1941-es tiltó rendelet ellenére – a nácizmussal kapcsolódik össze. Ezért a fraktúrt csak díszítőelemként használják; például néhány hagyományos német újság (pl. Frankfurter Allgemeine Zeitung) a nevét fraktúr betűkkel nyomtatja a címoldalra. A német márka egyes címletein a Banknote (bankjegy) felirat szintén ilyen betűtípussal szerepelt az euró bevezetése előtt.